# Cash Out – Nincs kiút
A Cash Out – Nincs kiút (eredeti cím: Cash Out) 2024-ben bemutatott amerikai akciófilm, melyet Dipo Oseni és Doug Richardson forgatókönyvéből Ives rendezett. A főbb szerepekben John Travolta, Kristin Davis, Lukas Haas és Quavo látható.
2024. április 6-án mutatta be a Saban Films.

## Cselekmény
Mason Goddard profi tolvaj, csapatával utolsó akcióját hajtja végre, melynek során számos luxusautót ellopnak. Menekülés közben azonban barátnője, Amelia Decker felfedi magát, mint az FBI beépített ügynöke. Bár a rendőröket sikerül lerázniuk, Mason a visszavonulás mellett dönt. Pár hónappal később testvére és bűntársa, Shawn belerángatja egy átgondolatlan bankrablásba. Túszul ejtik a bankigazgatót, majd az épületben lévőket, Shawnnak egy kriptovalutát tartalmazó pendrive-ra fáj a foga. A férfi azonban hibát hibára halmoz és kiderül, az FBI már korábban lehallgatta. Mivel előre tudtak az akcióról, egy csalidobozt helyeztek el a széfben, és a kripto nem is létezik. A rendőrség és az FBI körbeveszi a helyszínt és Amelia is felbukkan, mint túsztárgyaló.
A bankigazgatótól megtudják, hogy a keresett doboz egy titkos helyen, a szomszédos épületben van. A tárgy valójában egy befolyásos milliárdosé, Salazaré és a világ leghatalmasabb embereinek legpiszkosabb titkait őrzi. Salazar emberei meg is jelennek és vezetőjük, Mr. Flowers az ügy mielőbbi lezárására ösztökélik Ameliát - tekintet nélkül a túszok életére. Kiderül, hogy a nő FBI-os főnöke nem csak Shawnékat, de őt is felhasználta, így próbálva eljutni a dobozhoz. A főnökétől azt is megtudja, a CIA katonai akciót akar indítani a túszejtők ellen és nemsokára át is veszik tőlük az ügyet.
Masonék megtalálják a Salazar tulajdonát képező merevlemezt és elkezdik azt feltölteni az internetre. Közben a banda tagjai egyesével feladják magukat. A katonai egység megunja a várakozást és betör az épületbe. Shawn látszólag felrobbantja magát és a letartóztatott társai is nyomtalanul eltűnnek a bűnügyi nyilvántartásból. Amelia felmond az FBI-nál és ellátogat Shawn privát szigetére, ahol a férfi már várja őt.  Korábban ugyanis üzletet kötött Mr. Flowersszel: nem hozza nyilvánosságra a merevlemez kényes tartalmát, cserébe elengedik őt és társait, továbbá mindannyian új személyazonosságot, illetve egy többmilliós pénzösszeget kapnak (beleértve a túszokat is). Shawn ezután a robbanással megrendezte saját halálát.

## Szereplők
| Szerep            | Színész       | Magyar hang        |
| ----------------- | ------------- | ------------------ |
| Mason Goddard     | John Travolta | Csankó Zoltán      |
| Amelia Decker     | Kristin Davis | Zsigmond Tamara    |
| Shawn Goddard     | Lukas Haas    | Dévai Balázs       |
| Anton             | Quavo         | Gacsal Ádám        |
| Vernon Richter    | Joel Cohen    |                    |
| Link              | Natali Yura   | Bogdányi Titanilla |
| Georgios Caras    | Swen Temmel   |                    |
| Hector            | Noel Gugliemi |                    |
| Fabrizio százados | Matt Gerald   |                    |
| Mr. Perez         | Bernard White |                    |

## A film készítése
A forgatás a georgiai Columbusban zajlott, 2022 júniusában.
2024. április 26-án jelent meg a Saban Films forgalmazásában jelent meg digitális formátumban, illetve korlátozott számú moziban.

## Kritikai visszhang
A Rotten Tomatoes-on 18 kritika összegzése alapján 22%-os értékelésen áll (az átlagos értékelés tízből 3,6 volt).

## Folytatás
Randall Emmett Ives álnéven a folytatást is elkészítette, Cash Out 2: High Rollers címmel.  A forgatásra 2023 áprilisában került sor, Mississippi állam több helyszínén.

## Fordítás
- Ez a szócikk részben vagy egészben  a   Cash Out (film) című angol Wikipédia-szócikk ezen változatának fordításán alapul.  Az eredeti cikk szerkesztőit annak laptörténete sorolja fel. Ez a jelzés csupán a megfogalmazás eredetét és a szerzői jogokat jelzi, nem szolgál a cikkben szereplő információk forrásmegjelöléseként.